# Karl Wagner (Zoologe)
Karl Wagner (* 12. September 1884 in Tuckum, Kurland; † 27. September 1958 in Nußloch bei Heidelberg) war ein deutscher Zoologe.

## Leben
Karl Wagner, Sohn eines Handelsgärtners, widmete sich nach abgelegtem Abitur den Studien der Naturwissenschaften sowie Medizin an der Kaiserlichen Universität Dorpat sowie in Leipzig, Freiburg und Bonn, bevor er 1909 den akademischen Grad eines Dr. phil. in Leipzig, 1912 jenen eines Mag. zool. in Dorpat erwarb.
Karl Wagner war in der Folge von 1913 bis 1915 in der Abteilung für Fischerei und Fischzucht des Russischen Landwirtschaftlichen Instituts in Dorpat angestellt. Nach Tätigkeiten in Sibirien gründete er 1920 das Histologische sowie das Neuropathologische Laboratorium am Physiologischen beziehungsweise am Neuropathologischen Institut der Universität Dorpat, deren Leitung er innehatte, bis er 1923 auf den Lehrstuhl für Histologie und vergleichende Anatomie an die Universität Kaunas wechselte. Nach Schließung dieses Lehrstuhls 1925 war er als Geschäftsführer der Partei der Deutschen Litauens sowie des Kulturverbandes der Deutschen Litauens eingesetzt.
1933 nahm er das Angebot für die ordentliche Professur für Zoologie am Herder-Institut Riga an, die er bis zu seiner Entlassung 1938 ausfüllte. Danach war er von 1939 bis 1940 im Reichsarchiv Posen und schließlich bis zum Ende des Zweiten Weltkrieges in der wissenschaftlichen Abteilung der Firma Boehringer in Mannheim tätig. Karl Wagner verbrachte seinen Lebensabend in Ziegelhausen, heute Stadtteil von Heidelberg.

## Publikation
- Beiträge zur Entstehung des jugendlichen Farbkleides der Forelle S. fario, Dissertation, Klinkhardt, 1910